# Квебекські загальні вибори, 2012
Квебекські загальні вибори, 2012 відбулися в канадській провінції Квебек 4 вересня 2012 року. Віце-губернатор П'єр Дюшен розпустив Національні збори 1 серпня 2012 року, після за проханням прем'єра Жана Шаре. Квебекська партія взяла владу в уряд меншості, її голова Полін Маруа є першою жінкою прем'єр-міністром Квебека. Ліберальна партія Квебеку на чолі з Жаном Шаре зайняла друге місце. Новостворена партія Коаліція за майбутнє Квебеку на чолі з Франсуа Леґо посіла третє місце, в той час як Солідарний Квебек отримав 2 місця з 125.
Під час переможної промови Полін Маруа, противник незалежності Квебеку влаштував стрілянину.